# 小室等の音楽夜話
小室等の音楽夜話（こむろひとし-おんがくやわ）は、1975年4月1日～1980年代中盤にかけてFM東京（現：TOKYO FM）をキーステーションにJFN各局で放送されたラジオ番組。パイオニアの一社提供だった。
なお、2014年4月からTOKYO MX TVにて『小室等の新音楽夜話』が放送されている。

## 放送時間
- 平日　23:30～23:45（JST）

## パーソナリティー
- 小室等

## 出演した経験のある主なゲスト
- 井上陽水
- 吉田拓郎
- カルメン・マキ
- キャンディーズ
- 松原みき
- 森田童子
- 甲斐よしひろ
- 谷山浩子
- 沢木耕太郎
- 風ほか